# Nhà thờ Chính tòa Thánh Clement ở Praha
Nhà thờ Chính tòa Thánh Clement tại Praha (tiếng Séc: Katedrála sv. Klimenta) là một nhà thờ thuộc Giáo hội Công giáo Ruthenian, đóng vai trò là một Tông Tòa Giáo hội Ruthenian tại Cộng hòa Séc (Exarchatus Apostolicus Reipublicae Cechae). Nhà thờ được công nhận là nhà thờ chính tòa vào ngày 13 tháng 3 năm 1996, bởi Giáo hoàng Gioan Phaolô II.

## Miêu tả
Nhà thờ có một gian giữa duy nhất mang phong cách Baroque, được xây dựng làm tu viện cho Hội Thánh Dòng Tên trong khu vực quần thể kiến trúc lịch sử Clementinum. Nhà thờ được thiết kế bởi František Kaňka và được xây dựng bởi Antonio Lurago từ năm 1711 đến năm 1715 trên vị trí của một nhà thờ Gothic cổ hơn, nơi từng được thành lập bởi Dòng Anh Em Giảng Thuyết vào năm 1227. Tuy nhiện tu viện cổ hơn này đã bị phá hủy bởi phiến quân Hussite vào năm 1420. Bên trong nhà thờ là cả một kho tàng được được trang hoàng lộng lẫy, với các bức tượng của các Giáo phụ và Nhà truyền giáo được đặt trong các hốc tường, những tác phẩm điêu khắc này là sản phẩm của Matthias Braun. Bàn thờ chính, biểu tượng cho Nước trời được trang trí bằng một bức họa của Josef Kramolín. Tấm iconostasis nguyên bản của nhà thờ, biểu tượng cho thế giới trần gian, sau đó đã được thay thế bằng một tấm mới vào năm 1984.